# Seznam članov Mestnega sveta Mestne občine Maribor (2002-2006)
Seznam članov Mestnega sveta Mestne občine Maribor v mandatu 2002-2006.

## Liberalna demokracija Slovenije
- Helena Hvalec
- Zdenka Križanič
- Tomaž Orešič
- Jasna Petan
- Milan Petek
- Jože Protner
- Rosanda Štamberger
- Igor Tičar
- Andrej Verlič
- Jasmina Vidmar
- Tone Vogrinec

## Združena lista socialnih demokratov
- Miroslav Blažič
- Matevž Frangež
- Anton Gačnik
- Danica Gerbec
- Majda Potrata
- Boris Sovič

## Socialdemokratska stranka Slovenije
- Davorin Krajnc
- Karl Midlil
- Judita Somer-Zupanc
- Andrej Stramlič
- Boštjan Viher

## Demokratična stranka upokojencev Slovenije
- Marjan Bačko
- Stanislav Brglez
- valter Drozg

## Slovenska nacionalna stranka
- Rok Peče
- Sašo Peče
- Boštjan Zagorac

## Lista za skladen razvoj Maribora
- Jože Kuhar
- Stanislav Lešnik

## Mladi Maribora
- Vanja Šerbec
- Tanja Vindiš

## Nova Slovenija
- Zdravko Luketič
- Stanislav Žagar

## Slovenska ljudska stranka
- Franc Kangler
- Igor Marinič

## Gibanje za ljudi
- Stanislav Holc

## Glas žensk Slovenije
- Monika Piberl

## Lista za urejeno pobrežje
- Janez Ujčič

## Neodvisna lista za Maribor
- Alojz Križman

## Stranka mladih Slovenije
- Božidar Pučnik

## Za okolje prijazen Maribor
- Franc Jesenek

## Zeleni Slovenije
- Melita Cimerman

## Seznami
- seznam članov Mestnega sveta Mestne občine Maribor
- seznam članov Mestnega sveta Mestne občine Maribor (1994-1998)
- seznam članov Mestnega sveta Mestne občine Maribor (1998-2002)
- seznam članov Mestnega sveta Mestne občine Maribor (2006-2010)